# 양사면
양사면(兩寺面)은 대한민국 인천광역시 강화군의 면이다. 강화군 최북단에 위치한 안보의 요충지로, 북과 직접 대치하고 있는 지역(개풍군과 1.8 km)이다. 수도작이 주종을 이루고 많은 수의 국방유적이 분포해 있다.

## 개요
양사면은 1914년 일제강점기에 서사·북사 양개면을 병합, 양사면으로 개칭하였다. 1950년 한국 전쟁으로 면사무소를 철산리에서 덕하리로 이전하였으며 4년 뒤 현위치인 교산리로 옮겼다. 1992년 12월 30일 현청사를 신축, 현재에 이르고 있다.

## 법정리
- 교산리(橋山里)
- 덕하리(德下里)
- 북성리(北省里)
- 인화리(寅火里)
- 철산리(鐵山里)

## 교육
- 양사초등학교 (덕하리)
  - 서사분교 (폐교) : 양사면 서사길 159 (교산리)
  - 북사분교 (폐교) : 양사면 전망대로 1133 (북성리)

## 명소
- 강화 교산리 고인돌군
- 강화평화전망대
- 양사낚시터